# Kacper Śmiglewski
Kacper Śmiglewski (* 7. Januar 2005) ist ein polnischer Fußballspieler, der als Mittelstürmer spielt.

## Karriere

### Verein
Kacper Śmiglewski begann seine Fußballkarriere in jungen Jahren und durchlief die polnischen Fußballakademien von Vereinen wie Kasztelania Brudzew und Termy Uniejów in der Stadt Uniejów. Später wechselte er in die Jugendabteilung des Warschauer Vereins Polonia Warschau.
Im Juli 2022 erfolgte sein Wechsel zur KS Cracovia, wo er sich ebenfalls der Jugendmannschaft anschloss. Im September 2022 feierte Kacper Śmiglewski sein Debüt für die Reservemannschaft des Vereins in einem Spiel gegen Wisłoka Dębica, wo er in der 83. Minute eingewechselt wurde. Dieses Spiel gewann man mit 2:1.
Anfang 2023 rückte der junge Fußballspieler näher an die Spiele mit der ersten Mannschaft des polnischen Vereins KS Cracovia heran. Sein Debüt für die erste Mannschaft gab er am 12. Februar 2023 in einem Spiel gegen Legia Warschau, als er in der 86. Minute eingewechselt wurde. In dieser Saison kam Kacper Śmiglewski in insgesamt drei Spielen für die erste Mannschaft zum Einsatz. Parallel dazu setzte er seine erfolgreiche Spielzeit in der Jugendmannschaft KS Cracovia U19 fort, bei der er 11 Tore verbuchen konnte.
Ende Juni 2023 unterzeichnete Kacper einen neuen Vertrag mit dem Verein, der bis Juli 2027 gilt. Die neue Saison startete er am 22. Juli 2023 in einem Spiel gegen FKS Stal Mielec, bei dem er in der 80. Minute eingewechselt wurde.

### Nationalmannschaft
Kacper ist seit 2023 Teil der polnischen U19-Nationalmannschaft. Außerdem durchlief er die U17 und U18 Polens.